# Witalij Skomarowskyj

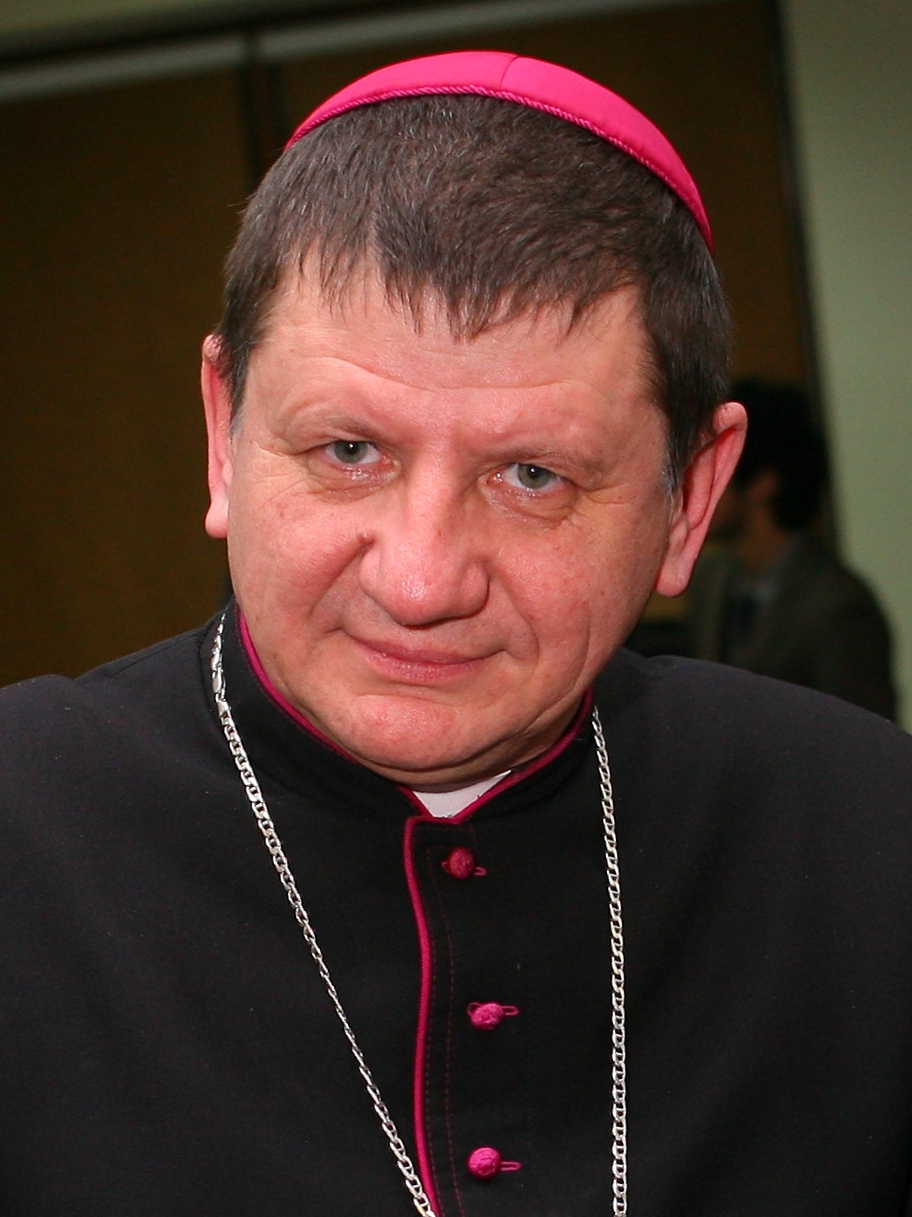
Witalij Skomarowskyj (2015)

Witalij Skomarowskyj (ukrainisch Віталій Скомаровський; * 30. Dezember 1963 in Berdytschiw, Ukraine) ist ein ukrainischer Geistlicher und Bischof von Luzk.

## Leben
Witalij Skomarowskyj studierte Philosophie und Theologie am Priesterseminar in Riga, Lettland. Er empfing am 27. Mai 1990 die Priesterweihe. Er war Vikar in Berdytschiw und Pfarrer in Sumy im Nordosten der Ukraine. Von 1995 bis 2000 war er Kanzler der Diözesankurie im Bistum Schytomyr, ab 1998 im Bistum Kiew-Schytomyr und zugleich Pfarrer in der Verklärungskathedrale von Schytomyr. Von 2000 bis 2003 war er Vizerektor des Diözesanseminars.
Papst Johannes Paul II. ernannte ihn am 7. April 2003 zum Weihbischof in Kiew-Schytomyr und Titularbischof von Bencenna. Der Erzbischof von Lemberg, Marian Kardinal Jaworski, spendete ihm am 7. Juni desselben Jahres die Bischofsweihe; Mitkonsekratoren waren Erzbischof Nikola Eterović, Apostolischer Nuntius in der Ukraine, und Jan Purwiński, Bischof von Kiew-Schytomyr. Als Wahlspruch wählte er Spes Nostra.
Am 12. April 2014 wurde er von Papst Franziskus zum Bischof von Luzk ernannt. Die Amtseinführung fand am 17. Mai desselben Jahres statt.
Seit 2023 ist er Präsident der Ukrainischen Bischofskonferenz, deren Generalsektär er zuvor war.